# Theodor Gottfried Martin Pfund
Theodor Gottfried Martin Pfund (* 16. Mai 1817 in Berlin; † 7. April 1878) war ein deutscher Historiker und Bibliothekar.
Pfund wurde 1845 in Berlin promoviert (De antiquissima apud Italos Fabae cultura ac religione). 1855 wurde er Kustos der Königlichen Bibliothek in Berlin.
Er gab deutsche Übersetzungen von Ermoldus Nigellus (Lobgedicht auf Ludwig den Frommen) und Schriften von Hroswitha von Gandersheim heraus in der Reihe Die Geschichtschreiber der deutschen Vorzeit.

## Schriften
- Altitalische Rechtsalterthümer in der römischen Sage. Ein Versuch, Weimar 1847
- Herausgeber und Übersetzer: Ermoldus Nigellus Lobgedicht auf Kaiser Ludwig und Elegien an König Pippin, Die Geschichtschreiber der deutschen Vorzeit, Band 18, Dyk 1889 (zuerst 1856)
- Herausgeber: Der Hrotsuitha. Gedicht über Gandersheims Gründung und die Thaten Kaiser Oddo I., Die Geschichtschreiber der deutschen Vorzeit, Band 32, Dyk 1891 (zuerst 1860), Online bei wikimedia commons